# Processione dei Misteri di Erice
La processione dei Misteri di Erice è una manifestazione religiosa popolare tipica della città di Erice, che si celebra  il Venerdì Santo.
La processione originariamente era mista, composta da statue lignee e da personaggi viventi, dal 1856 composta solo da sei vare e dalla Croce di Cristo.

## Storia

### Epoca spagnola

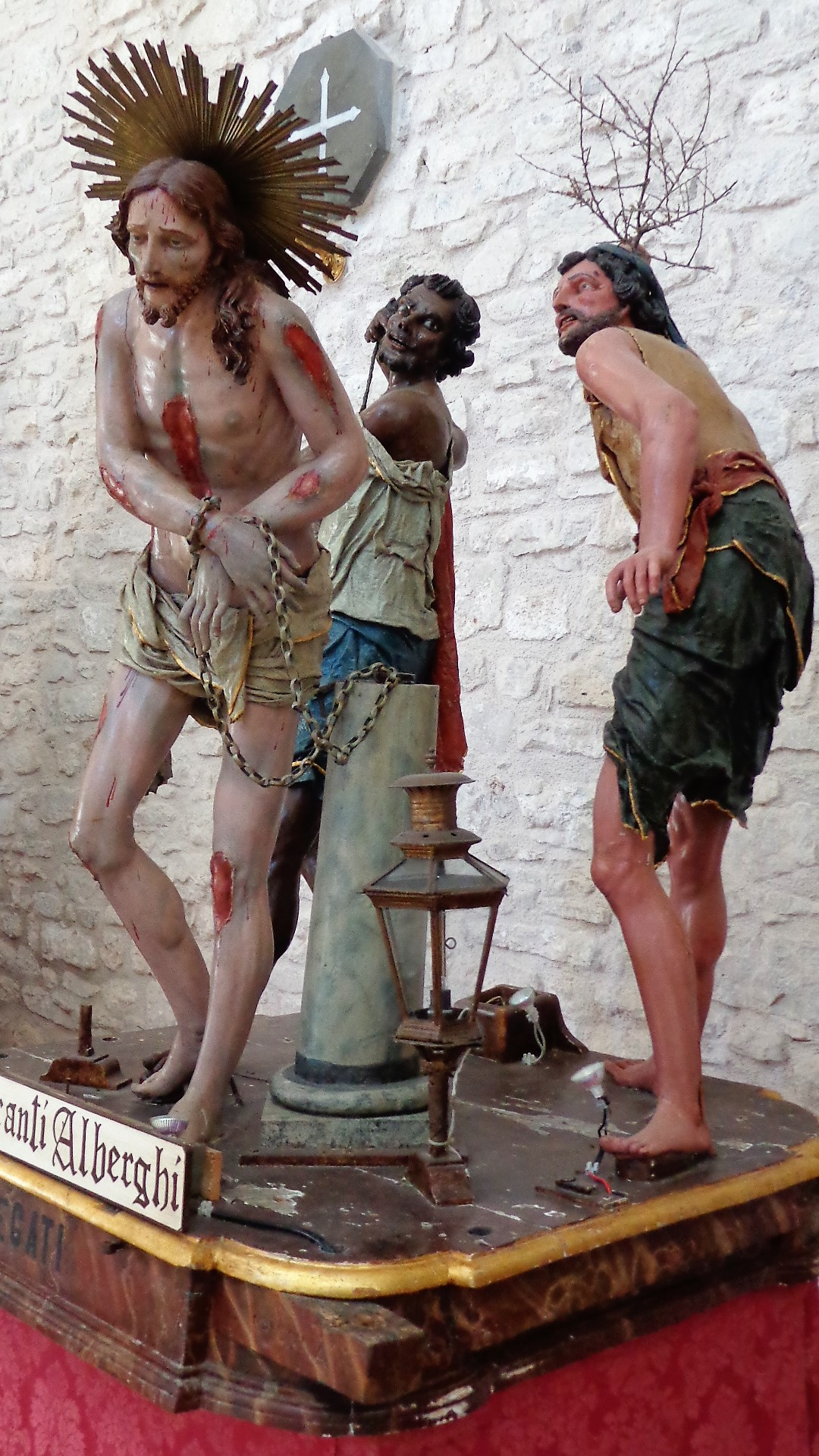
La vara della Flagellazione

Nella seconda metà del '500 si rievocava la Passione di Cristo con rappresentazioni sceniche teatrali. L'origine è fissata a Erice nel 1586, quando la Confraternita di Sant'Orsola aggregò i fratelli della Beata Vergine sotto la comune denominazione di «Compagnia della Morte».
Le notizie più antiche in merito alla casazza ericina risalgono al 1742, in tale occasione parteciparono alla rappresentazione animata 55 personaggi. Si trattava di recitazione teatrale di brani dell'Antico e Nuovo Testamento effettuate sul sagrato della quattrocentesca chiesa di Sant'Orsola detta dell'«Addolorata», da lì i "personaggi" muovevano verso le quattro parrocchiali (chiesa di Sant'Antonio Abate, chiesa di San Cataldo, chiesa di San Giuliano e la collegiata di Santa Maria Assunta, all'interno delle quali riprendevano la rappresentazione.
Nel 1749 si tenne la più grandiosa rappresentazione con ben 109 personaggi.
Nel 1751 la Passione fu recitata con quattro interlocutori, Giovanni Evangelista, Maria Maddalena e due angeli.
Del 1753 un documento che cita la processione della Madre della Pietà, da ciò si evince il primato della statua raffigurante Maria Addolorata ad  essere realizzate per la processione ericina.
Gli attori recitanti erano seguiti dal simulacro di Maria Addolorata, dall'Urna contenente il corpo di Cristo, dai Vattenti che si percuotevano il corpo, e dal clero in abiti penitenziali, con corone di spine in testa e corde al collo.
Del 1762 si ha notizia dei primi documenti scritti che riferiscono di "statue lignee". Con l'uso dei simulacri, il numero dei personaggi viventi diminuisce drasticamente a causa degli elevati costi per la produzione scenica di tali rappresentazioni.
La Chiesa cominciava a mal tollerare i riti corporali della fustigazione della carne, allo stesso tempo fu interdetta l'entrata nei luoghi di culto di qualsivoglia processione, segnando di fatto la fine dei riti delle casazze.

### Scomparsa dei personaggi
L'ultima processione nella quale comparvero dei "personaggi" fu quella del 18 aprile 1851 che iniziò alle ore 20 per concludersi tre ore dopo. Sfilarono recitando solo 4 personaggi (rappresentavano Giuseppe e i suoi fratelli), la Compagnia dell'Addolorata, quattro misteri della Passione preceduti da schiere di angeli ben vestiti e dai corpi di maestranza, dalla processione di molte persone con le torce tra cui due angeli, seguiva il gruppo di Gesù deposto nel sepolcro portato in spalla da quattro sacerdoti, e per finire, l'Addolorata con la banda e due angeli che recitavano un madrigale ogni volta che il gruppo si fermava davanti a una chiesa.
L'uso dei Vattenti fu definitivamente vietato intorno nel 1856 su disposizione del vescovo di Trapani, Vincenzo Ciccolo Rinaldi che proibì tali tragiche rappresentazioni nel capoluogo.
Col passare degli anni, ai personaggi si sostituirono esclusivamente gruppi scultorei in legno, le cui fattezze e movenze furono largamente ispirati a quelli trapanesi, anche se di più piccole dimensioni.
Il corteo processionale prendeva avvio nel pomeriggio del Venerdì Santo dalla quattrocentesca chiesa di Sant'Orsola detta dell'«Addolorata» nei pressi di Porta Spada, per poi risalire lungo la strada che costeggia le millenarie mura elimo - puniche.

## La processione

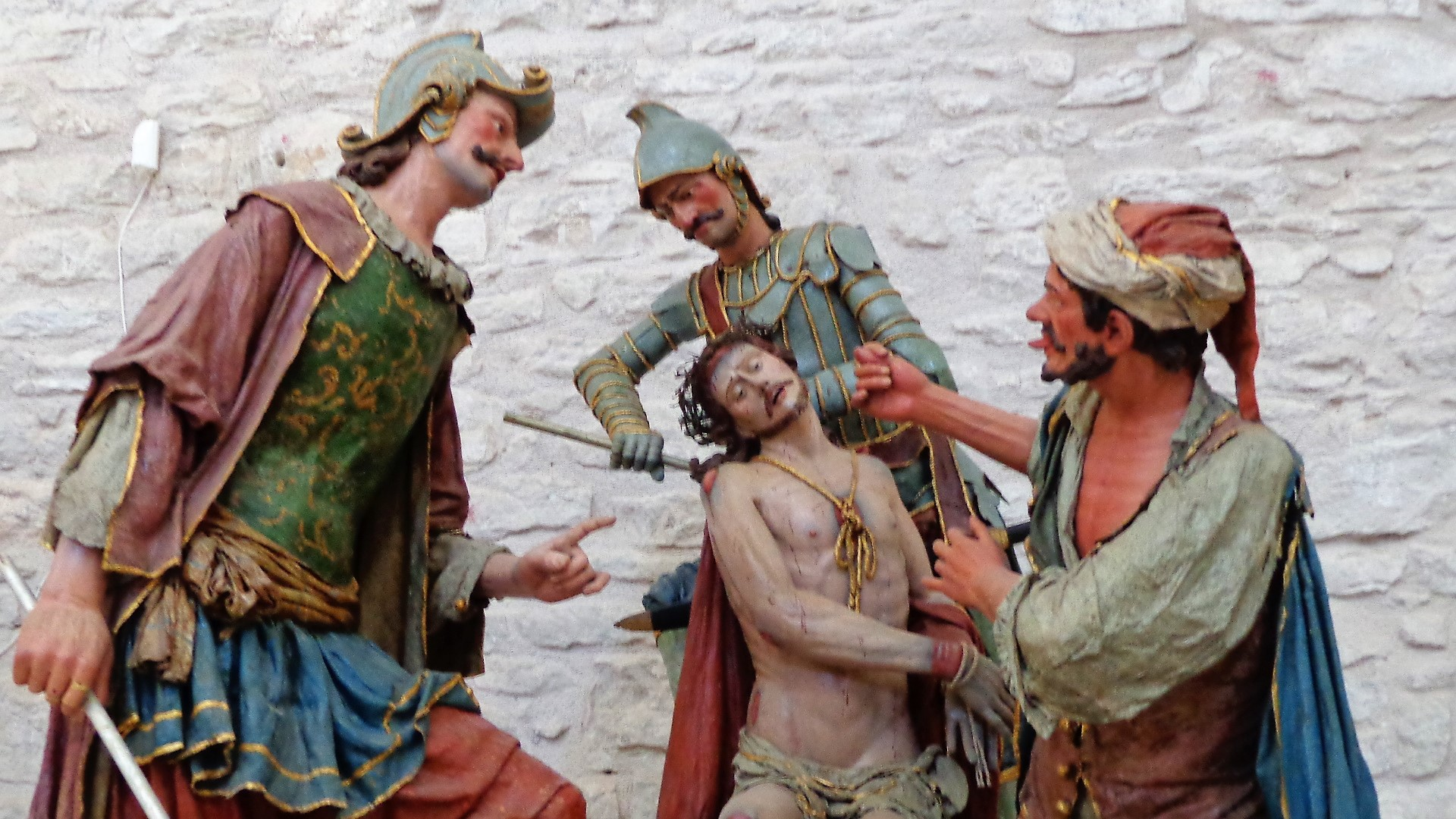
Coronazione di spine.

Oggi l'itinerario della processione della Via Crucis ha inizio il Venerdì Santo intorno alle 14 dalla chiesa di San Giuliano nei pressi dei Giardini del Balio, accompagnati dal suono di marce funebri della banda musicale, attraverso via Roma, via San Francesco, via Vittorio Emanuele si giunge a piazza Madrice, procede per via Vito Carvini, via Gervasi, piazza Umberto, via Vittorio Emanuele, la sosta prolungata in piazza della Loggia, via Albertina, piazza San Martino, via Fontana, via Cordici, via Guarnotta per concludersi in piazza San Giuliano, per rientrare nell'omonima chiesa intorno alle 20.
Ad aprire il corteo sono i confrati della Congregazione del Purgatorio che indossano la tunica bianca ricamata di rosso. I misteri portati a spalla, decorati e illuminati sobriamente, si allineano dinnanzi al sagrato della chiesa, lungo la via erta e scoscesa che conduce verso piazzetta del Carmine e da lì attraverso le suggestive e affascinanti strade ericine, lungo l'antico lastricato, e spesso nella nebbia che magicamente li avvolge, iniziano il loro piccolo ma intenso itinerario, sino al rientro nelle prime ore della serata.

## Manufatti

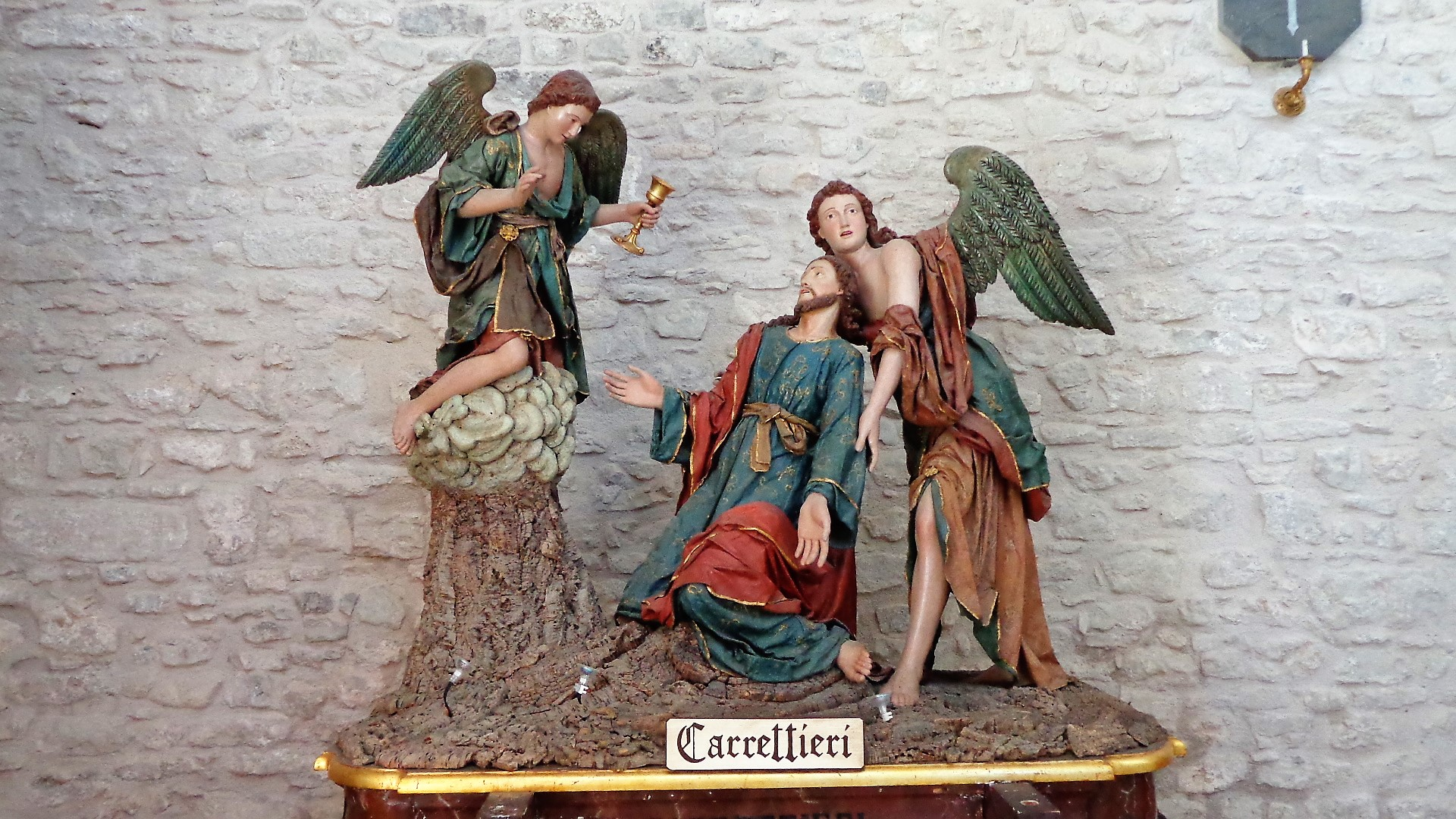
Orto degli Ulivi.

Si tratta di quattro "gruppi" settecenteschi, portati a spalla dai fedeli e raffiguranti le scene principali della Passione di Cristo: l’Orazione nell’orto, la Coronazione di Spine, la Flagellazione e la Salita al Calvario. Vi sono poi altre due vare, l'Urna e Maria Addolorata, e infine quella della Croce .
I gruppi sono curati dalle maestranze cittadine. Le sculture montate su vare, sono state realizzate nel XVIII secolo da artisti trapanesi con la stessa tecnica del legno, tela e colla sul modello dei più antichi gruppi della processione dei Misteri di  Trapani: il volto, le mani, i piedi e le parti ignude sono in legno scolpito e fissati su una struttura lignea interna formata da assi di legno e sughero, i vestiti sono di vari tipi di stoffa impregnata di colla e gesso, poi applicata e modellata sul manichino predisposto. I Misteri durante le soste processionali e le stazioni penitenziali sono appoggiati su forcelle.
- Preghiera di Gesù nell'Orto di Getsemani, XVIII secolo, gruppo statuario affidato ai mulattieri e carrettieri;
- Coronazione di spine, XVIII secolo, mistero anticamente a cura dei fabbri, ora affidato ai ceramisti;
- Flagellazione, 1760, gruppo anticamente affidato ai calzolai, oggi curato dal pubblico impiego;
- Ascesa al Calvario, XVIII secolo, gruppo affidato ai muratori;
- Gesù nell'Urna, XIX secolo, un tempo affidato al clero, oggi sono i giovani ericini ad averne cura;
- Maria Santissima Addolorata, 1753,  è il Comune che ne cura l'uscita. Anticamente affidato al popolo.
- Crocifisso, XVI secolo[3]

## Maestranze e patrocinatori
- Mulattieri
- Carrettieri
- Calzolai, oggi sostituiti dagli appartenenti al pubblico impiego
- Fabbri, oggi sostituiti dai Ceramisti
- Muratori
- Clero, oggi supportato dai giovani ericini
- "Popolo", oggi sostituito dal comune

## Sodalizi

### Confraternita di Sant'Orsola
- 1451c., Sodalizio costituito da confrati che si riunivano nel tempio sotto il titolo di «Sant'Orsola» o della «Disciplina» per flagellare e mortificare il proprio corpo allo scopo di espiare le colpe dei peccati.

### Congregazione del Purgatorio
Nel 1593, la Congregazione del Purgatorio fondata dal missionario cappuccino fra' Vincenzo d'Alcamo e quella detta del «Suffragio» fondata da un altro missionario dello stesso Istituto, si fusero costituendo un'unica Congregazione che fu incorporata alla chiesa di San Martino assumendo la denominazione di Confraternita di San Martino.

## Galleria d'immagini

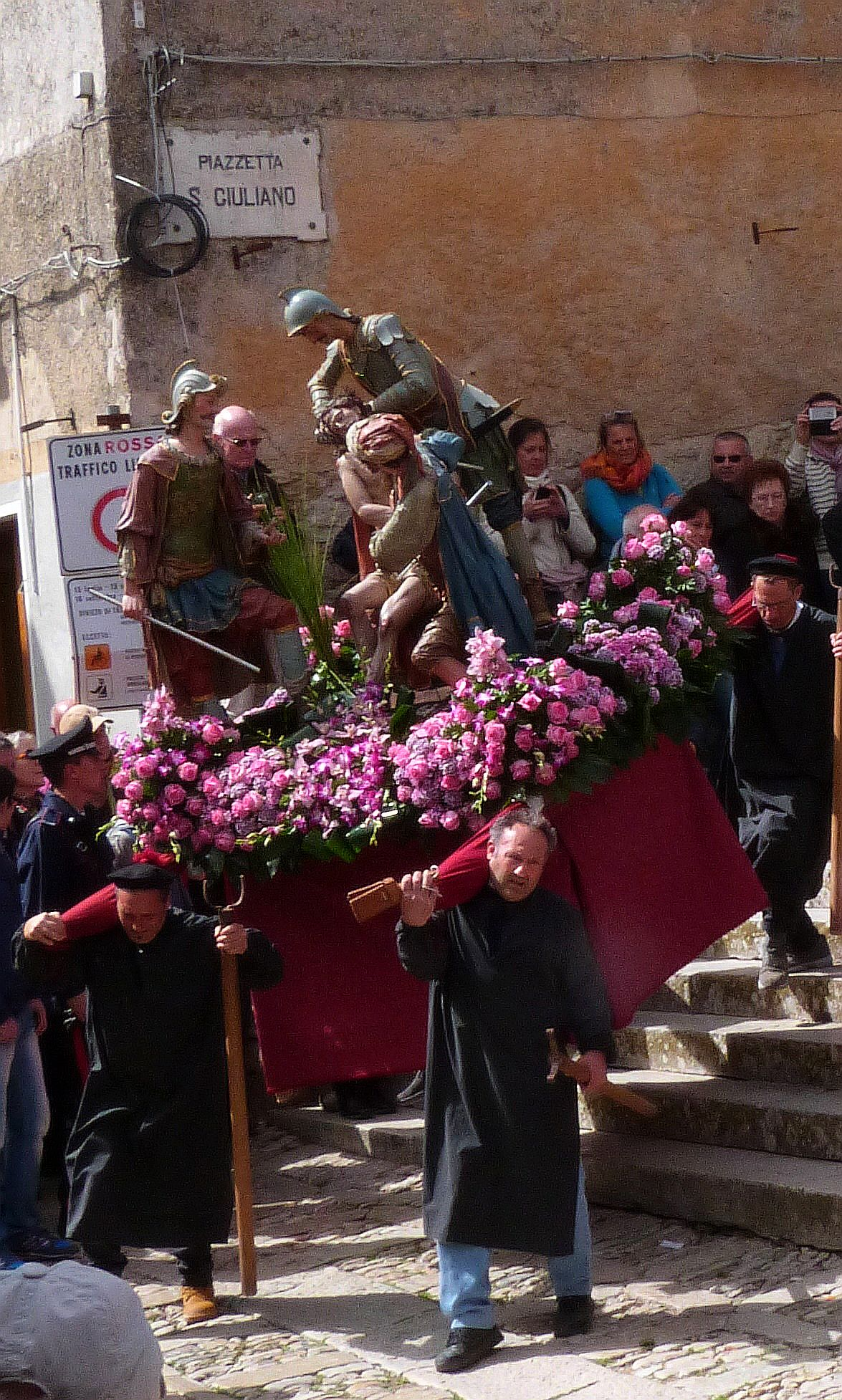
L'uscita della processione
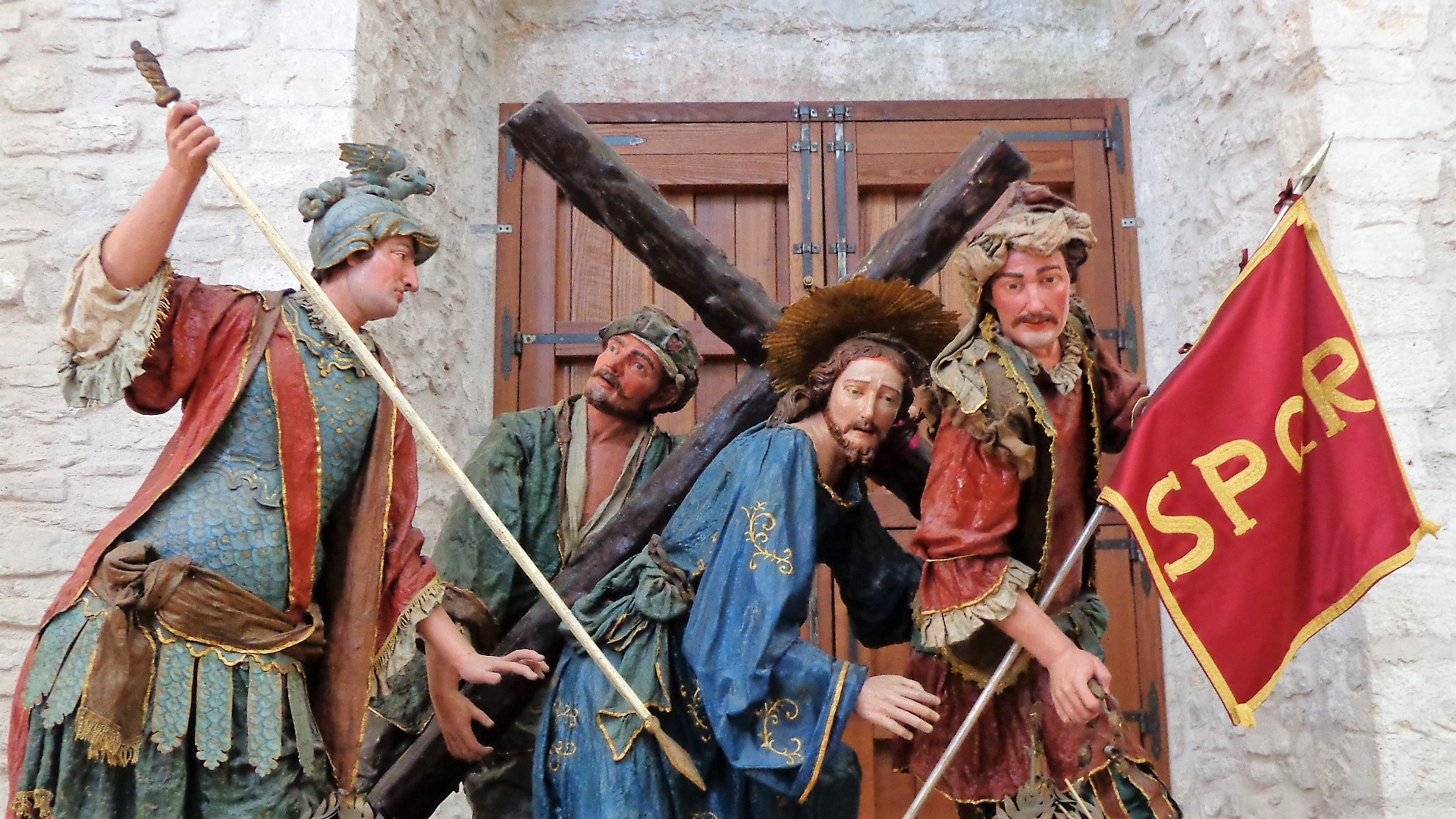
Il gruppo dell'Ascesa al Calvario
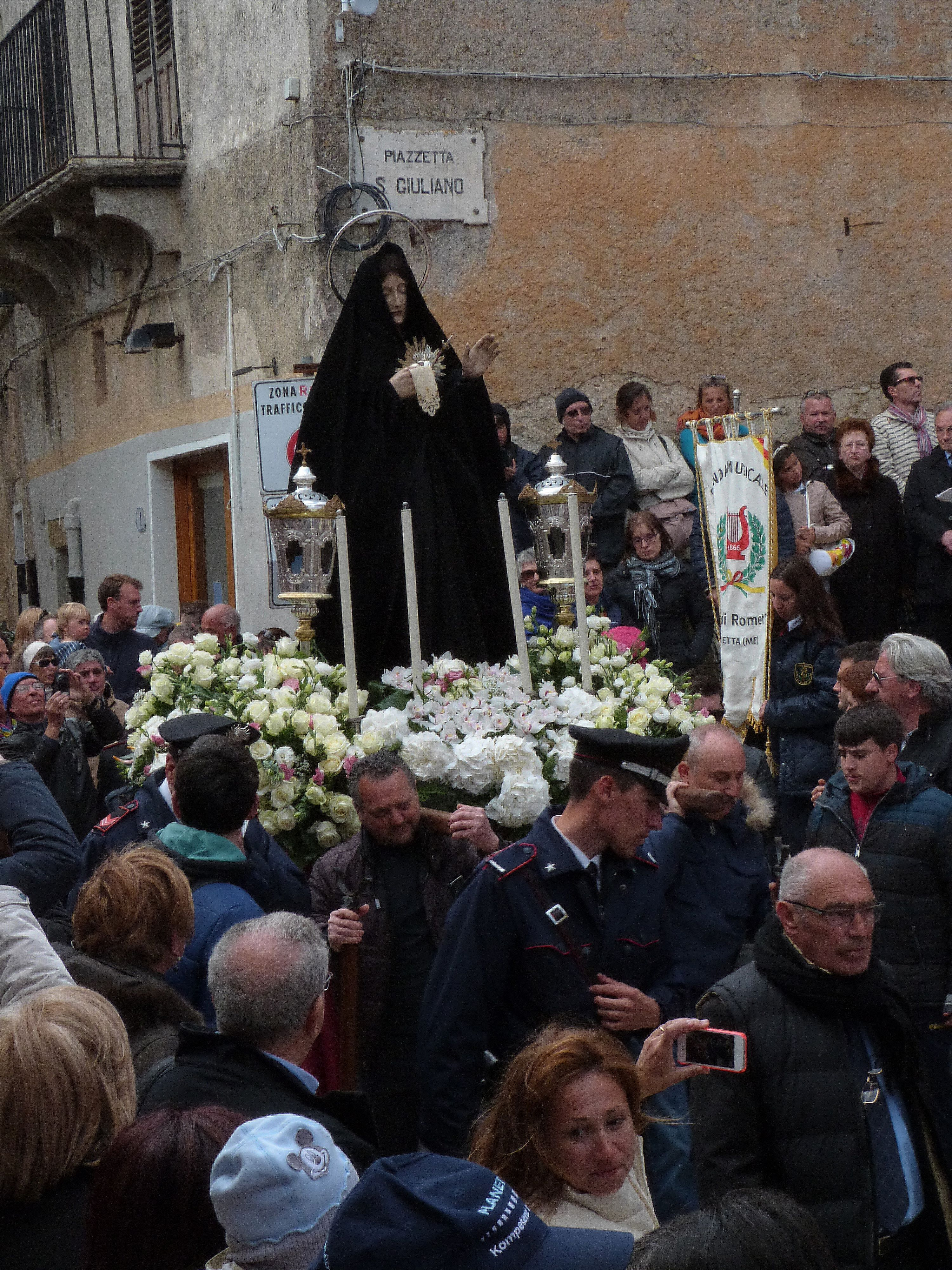
L'Addolorata
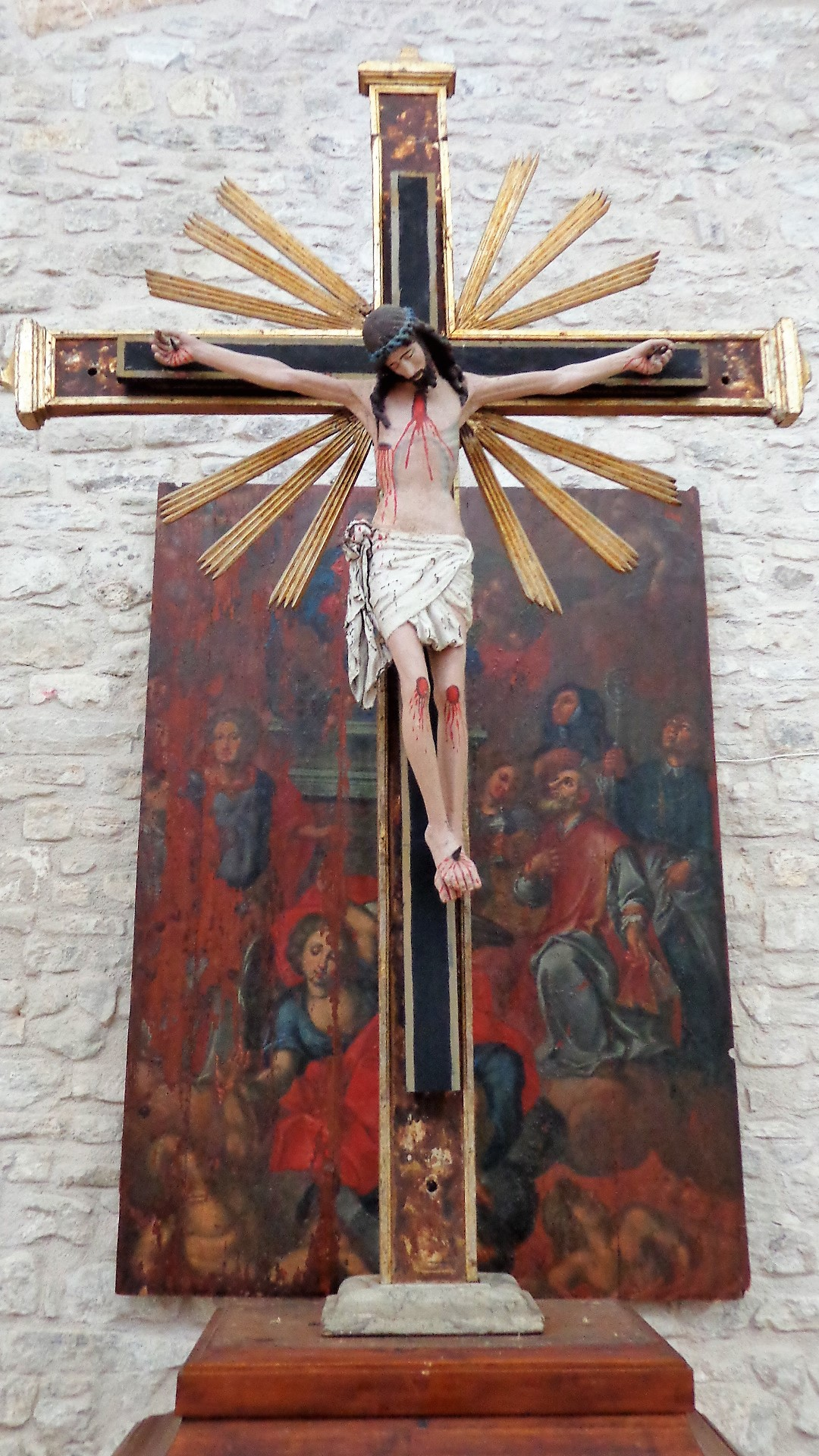
Crocifisso

### Discografia
- Mario Sarica e Giuliana Fugazzotto - "I doli du Signuri - Canti della settimana santa in Sicilia" - CD Ethnica n. 10, 1994.
- Giuliana Fugazzotto - "Viaggio musicale in Sicilia", in "Journal of Musical Antropology of the Mediterranean", n.9, 2005. M&A-Music & Anthropology, 9, 2005